# Pius Dorn
Pius Dorn (sinh ngày 24 tháng 9 năm 1996) là một cầu thủ bóng đá người Đức. Anh thi đấu cho SC Austria Lustenau.

## Sự nghiệp câu lạc bộ
Anh ra mắt tại Giải bóng đá hạng nhất quốc gia Áo cho SC Austria Lustenau vào ngày 4 tháng 8 năm 2017 trong trận đấu trước SC Wiener Neustadt.